# Merevale Abbey
Merevale Abbey (Miravallis) ist eine ehemalige Zisterzienserabtei rund zwei Kilometer westlich von Atherstone in der Grafschaft Warwickshire in England.

## Geschichte
Das Kloster wurde 1148 von Robert de Ferrers, 2. Earl of Derby als Tochterkloster von Bordesley Abbey gestiftet und gehörte damit der Filiation von Cîteaux an. 1254 wurde William de Ferrers, 5. Earl of Derby im Kapitelsaal beigesetzt. Die Könige Eduard I. und Eduard III. nächtigten in den Jahren 1274 und 1322 im Kloster. Die Abtei beherbergte kaum mehr als zehn Mönche. Zur Zeit der Auflösung wurde das Jahreseinkommen des Klosters auf 254 Pfund geschätzt. 1538 wurde das Kloster aufgelöst und an Sir Walter Devereux vergeben. Das Kloster wurde in einen landwirtschaftlichen Betrieb umgewandelt. Heute gehört es der Familie Dugdale.

## Bauten und Anlage
Die Gebäude des Klosters sind nicht erhalten. Die Stelle der im Norden der Anlage gelegenen Klosterkirche nimmt ein Kuhstall ein. Die Abbey House Farm liegt unmittelbar westlich des früheren Konversenflügels, auf dem ein Nebengebäude steht. Vom Refektorium am Südflügel des Kreuzgangs haben sich noch Reste über Grund erhalten; es ist anders als üblich in West-Ost-Richtung ausgerichtet. Erhalten ist das Torhaus. Die frühere Torkapelle wird als Pfarrkirche weitergenutzt.